# L’Ordine Nuovo
«L’Ordine Nuovo» («Ордине Нуово» — по-итальянски «Новый строй» / «Новый порядок») — еженедельная газета и одноимённая группа революционных социалистов вокруг неё, созданная 1 мая 1919 года в Турине (Италия).

## История

### Создание группы и газеты
В состав ядра группы и редакции еженедельника входили Антонио Грамши, Анджело Таска, Умберто Террачини, Пальмиро Тольятти — представители левого марксистского крыла Итальянской социалистической партии. Газета была преемницей издания «La Città futura».
Первоначально газета, учреждённая при поддержке профсоюзов, сосредоточилась на культурной политике, но в июне 1919 года, через месяц после ее основания, Грамши, Террачини и Тольятти оттеснили Таску (который разошёлся с ними по взглядам и отошёл от группы, хотя также будет участвовать в создании компартии) и переориентировали издание как революционный голос рабочего класса. К концу года газета выходила тиражом в 6000 экземпляров.

### Движение фабрично-заводских советов
Основатели «Ордине Нуово», будучи сторонниками русской революции, по её примеру решительно поддерживали немедленное создание рабочих советов в Италии. Соответственно, группа ставила задачей активизацию стачечной и вообще революционной борьбы пролетариата, критикуя реформистское руководство Социалистической партии, не проявлявшее ни инициативы, ни решимости. Составленный при участии Грамши и других «ординовистов» доклад Туринской секции ИСП «За обновление Социалистической партии» содержал критику политики руководства партии и наметил направления преодоления кризиса в революционном движении. Еженедельник под руководством Грамши начал пропаганду создания на базе так называемых «внутренних комиссий» новых органов борьбы рабочего класса — «фабрично-заводских советов».
В Красное двухлетие группа выступила организатором местного движения фабрично-заводских советов. Её репутацию подкрепила центральная роль, которую «Ордине Нуово» сыграла во всеобщей забастовке в Турине в апреле 1920 года, которая стала одним из наиболее крупных выступлений итальянского пролетариата, но не получила поддержки Социалистической партии и связанной с ней Всеобщей конфедерацией труда.
В послевоенной обстановке революционного кризиса в Италии группа «Ордине Нуово», хотя масштабы её практической деятельности и ограничивались фактически Турином, стремилась одновременно решить задачи как широкого развёртывания революционной активности масс на базе движения фабрично-заводских советов, так и формирования новой боевой пролетарской партии. Грамши с товарищами считали, что существующие рабочие советы могут стать основой социалистической революции. Однако Амадео Бордига, который станет первым лидером Коммунистической партии Италии, раскритиковал эту позицию как синдикализм, заявив, что полноценные советы будут созданы только после завоевания партией власти в Италии.

### Ядро Коммунистической партии
С 1 января 1921 года газета начала публиковаться ежедневно. В том же месяце года сторонники L’Ordine Nuovo вместе с Бордигой стали основными инициаторами того, чтобы левое крыло покинуло ИСП на XVII съезде Итальянской социалистической партии в Ливорно, учредив новую Коммунистическую партию Италии.
Группа «Ордине Нуово», в значительной мере подготовившая образование компартии, явилась наиболее зрелой в теоретико-идеологическом отношении группой из вошедших в её состав. Её ведущие активисты, в первую очередь Грамши, внесли серьёзный вклад в разработку теоретических проблем итальянской революции — вопросов гегемонии рабочего класса, союза пролетариата Севера Италии с крестьянскими массами Юга, значения партии в пролетарском движении.
Само издание «Ордине Нуово» прекратило существование в 1922 году, но возобновилось в марте 1924 года, опубликовав последние восемь номеров до марта 1925 года.